# Nogent-le-Roi
Nogent-le-Roi és un municipi francès, situat al departament de l'Eure i Loir i a la regió de Centre – Vall del Loira. L'any 2007 tenia 4.071 habitants.

## Demografia

### Població
El 2007 la població de fet de Nogent-le-Roi era de 4.071 persones. Hi havia 1.676 famílies, de les quals 552 eren unipersonals (270 homes vivint sols i 282 dones vivint soles), 466 parelles sense fills, 497 parelles amb fills i 161 famílies monoparentals amb fills.
La població ha evolucionat segons el següent gràfic:
Habitants censats

### Habitatges
El 2007 hi havia 1.851 habitatges, 1.700 eren l'habitatge principal de la família, 42 eren segones residències i 110 estaven desocupats. 1.067 eren cases i 747 eren apartaments. Dels 1.700 habitatges principals, 905 estaven ocupats pels seus propietaris, 751 estaven llogats i ocupats pels llogaters i 44 estaven cedits a títol gratuït; 88 tenien una cambra, 252 en tenien dues, 365 en tenien tres, 394 en tenien quatre i 601 en tenien cinc o més. 1.112 habitatges disposaven pel capbaix d'una plaça de pàrquing. A 847 habitatges hi havia un automòbil i a 641 n'hi havia dos o més.

### Piràmide de població
La piràmide de població per edats i sexe el 2009 era:
| Homes | Edats   | Dones |
| ----- | ------- | ----- |
| 0     | 95 o +  | 16    |
| 12    | 90 a 94 | 40    |
| 24    | 85 a 89 | 60    |
| 20    | 80 a 84 | 36    |
| 48    | 75 a 79 | 60    |
| 36    | 70 a 74 | 60    |
| 64    | 65 a 69 | 76    |
| 108   | 60 a 64 | 80    |
| 116   | 55 a 59 | 84    |
| 140   | 50 a 54 | 160   |
| 172   | 45 a 49 | 172   |
| 144   | 40 a 44 | 168   |
| 168   | 35 a 39 | 160   |
| 144   | 30 a 34 | 140   |
| 144   | 25 a 29 | 180   |
| 128   | 20 a 24 | 104   |
| 152   | 15 a 19 | 180   |
| 136   | 10 a 14 | 144   |
| 164   | 5 a 9   | 112   |
| 112   | 0 a 4   | 108   |

## Economia
El 2007 la població en edat de treballar era de 2.614 persones, 1.989 eren actives i 625 eren inactives. De les 1.989 persones actives 1.762 estaven ocupades (920 homes i 842 dones) i 227 estaven aturades (93 homes i 134 dones). De les 625 persones inactives 239 estaven jubilades, 194 estaven estudiant i 192 estaven classificades com a «altres inactius».

### Ingressos
El 2009 a Nogent-le-Roi hi havia 1.678 unitats fiscals que integraven 3.991 persones, la mediana anual d'ingressos fiscals per persona era de 19.359 €.

### Activitats econòmiques
Dels 222  establiments que hi havia el 2007, 4 eren d'empreses extractives, 6 d'empreses alimentàries, 3 d'empreses de fabricació de material elèctric, 1 d'una empresa de fabricació d'elements pel transport, 12 d'empreses de fabricació d'altres productes industrials, 21 d'empreses de construcció, 37 d'empreses de comerç i reparació d'automòbils, 10 d'empreses de transport, 14 d'empreses d'hostatgeria i restauració, 9 d'empreses d'informació i comunicació, 20 d'empreses financeres, 13 d'empreses immobiliàries, 23 d'empreses de serveis, 36 d'entitats de l'administració pública i 13 d'empreses classificades com a «altres activitats de serveis».
Dels 64 establiments de servei als particulars que hi havia el 2009, 1 era una oficina d'administració d'Hisenda pública, 1 gendarmeria, 1 oficina de correu, 7 oficines bancàries, 3 tallers de reparació d'automòbils i de material agrícola, 1 taller d'inspecció tècnica de vehicles, 2 autoescoles, 6 paletes, 4 guixaires pintors, 2 fusteries, 1 lampisteria, 4 electricistes, 9 perruqueries, 1 veterinari, 9 restaurants, 8 agències immobiliàries, 2 tintoreries i 2 salons de bellesa.
Dels 19 establiments comercials que hi havia el 2009, 2 eren supermercats, 1 una botiga de més de 120 m², 4 fleques, 3 carnisseries, 2 llibreries, 1 una llibreria, 1 una botiga de roba, 1 una botiga d'equipament de la llar, 1 una botiga d'electrodomèstics, 1 una botiga de material de revestiment de parets i terra i 2 floristeries.
L'any 2000 a Nogent-le-Roi hi havia 6 explotacions agrícoles.

## Equipaments sanitaris i escolars
Els 2 equipaments sanitaris que hi havia el 2009 eren farmàcies.
El 2009 hi havia 2 escoles maternals i 3 escoles elementals. Nogent-le-Roi disposava d'un col·legi d'educació secundària amb 590 alumnes.

## Poblacions més properes
El següent diagrama mostra les poblacions més properes.